# Godfried Hoogeveen

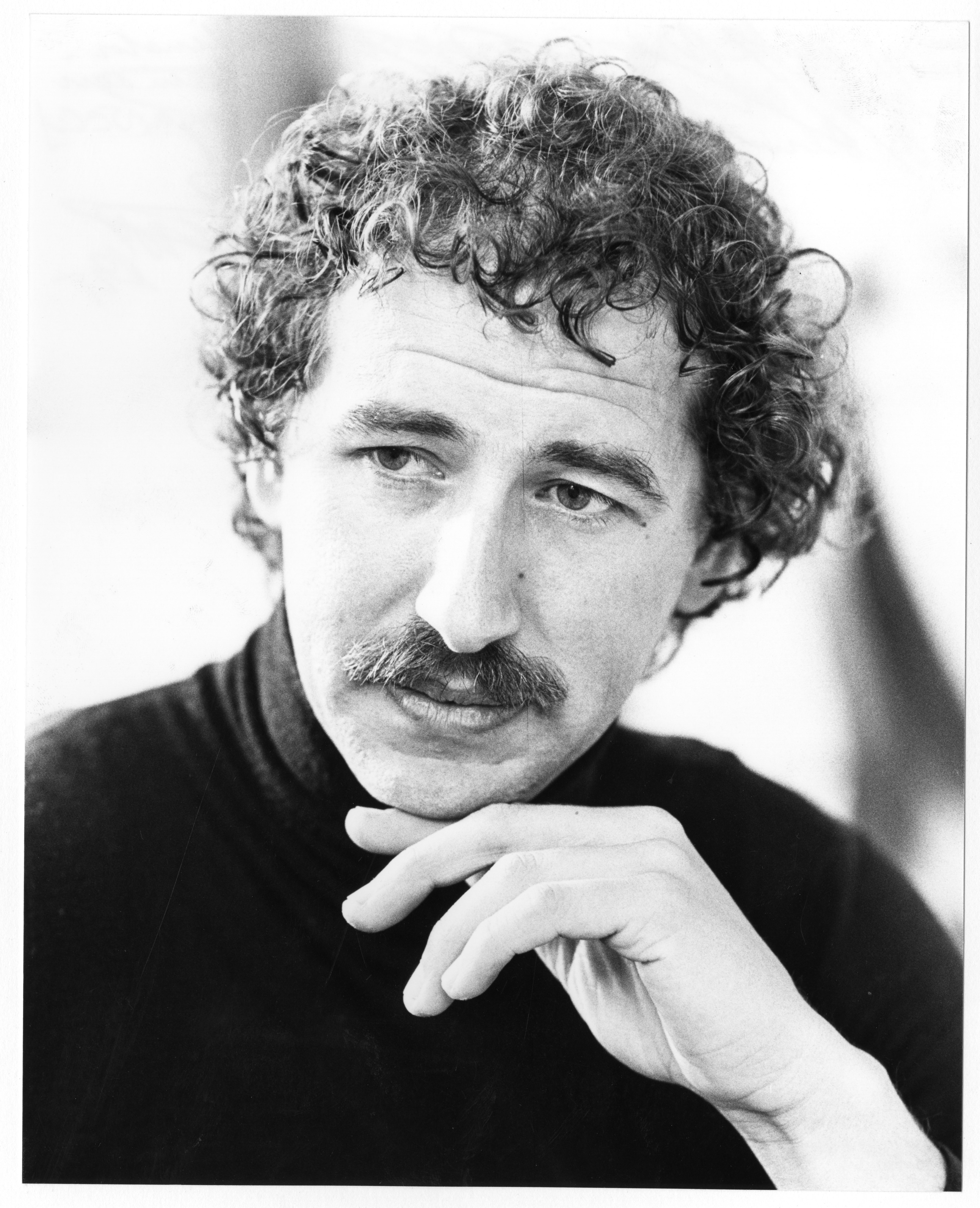
Godfried Hoogeveen in 1981

Godfried Hoogeveen (* 1946 in Hilversum)  ist ein niederländischer Cellist. 
Hoogeveen begann im Alter von zehn Jahren das Cello-Spiel bei Max Budnitzky und Jacobus van der Beek in Hilversum. Ab 1965 studierte er Cello bei  Tibor de Machula am Muzieklyceum in Amsterdam. 1970 erhielt er sein Diplom mit der Note cum laude. Er setzte seine Studien bei Gregor Piatigorsky an der University of Southern California (UCLA) in Los Angeles fort. Während seiner vierjährigen Studienzeit dort spielte er Kammermusik mit seinem Lehrer und mit  Jascha Heifetz. Hoogeveen unterrichtete selbst an der UCLA.
Von 1976 bis 1990 war Hoogoveen Cellosolist am Residentie Orkest in Den Haag. 1990 wurde er erster Solocellist am Royal Concertgebouw Orchestra in Amsterdam und verblieb bis 2011 in dieser Position. Im Jahr 1990 bat ihn Sir Georg Solti, der erste Solocellist des World Orchestra for Peace zu werden, ein extra für den 50. Jahrestag der Gründung der Vereinten Nationen eingerichtetes Orchester. Als Solist spielte er mit Wolfgang Sawallisch, Ferdinand Leitner, Riccardo Chailly, Hans Vonk, Edo de Waart, Jaap van Zweden und Stanisław Skrowaczewski. 
Mit seinen Repertoire von über vierzig Solokonzerten hat Hoogeveen sich eine überzeugende Solistenkarriere in ganz Europa, Asien und in beiden Amerikas aufgebaut. 
Hoogeveen ist auch als Kammermusiker aktiv. 2001, beim Festival Slawa Rostropowitsch in Amsterdam, spielte er zusammen mit Mstislav Rostropovich, Vesko Eschkenazy und Yuri Bashmet das Streichquartett Nr. 2 von Anton Arenski. Er spielte mit Edith Grosz und deren Mann Isidor Lateiner die Konzertreihe „Rondje Romantiek“ („Romantik Runde“) im Koninklijk Concertgebouw Amsterdam. Als begeisterter Kammermusiker war er häufig Gast bei den Festivals von Seattle, Hawaii, Colorado, New York und Saas-Fee.
Hoogeveen spielte holländische Erstaufführungen von Konzerten von Friedrich Gulda und von Henri Dutilleux. 2005 spielte er das von William Walton 1955/1956 komponierte Cellokonzert, ein Auftragswerk von Gregor Piatigorsky. Verschiedene Komponisten haben ihm Kompositionen gewidmet. Aufnahmen von ihm sind auf CBS, Ottawa und Globe verfügbar. 
Hoogeveen unterrichtete zunächst zwölf Jahre am Königlichen Konservatorium in Den Haag und daran anschließend am Konservatorium von Amsterdam.